# 2010年のアラスカでのC-17機の墜落事故

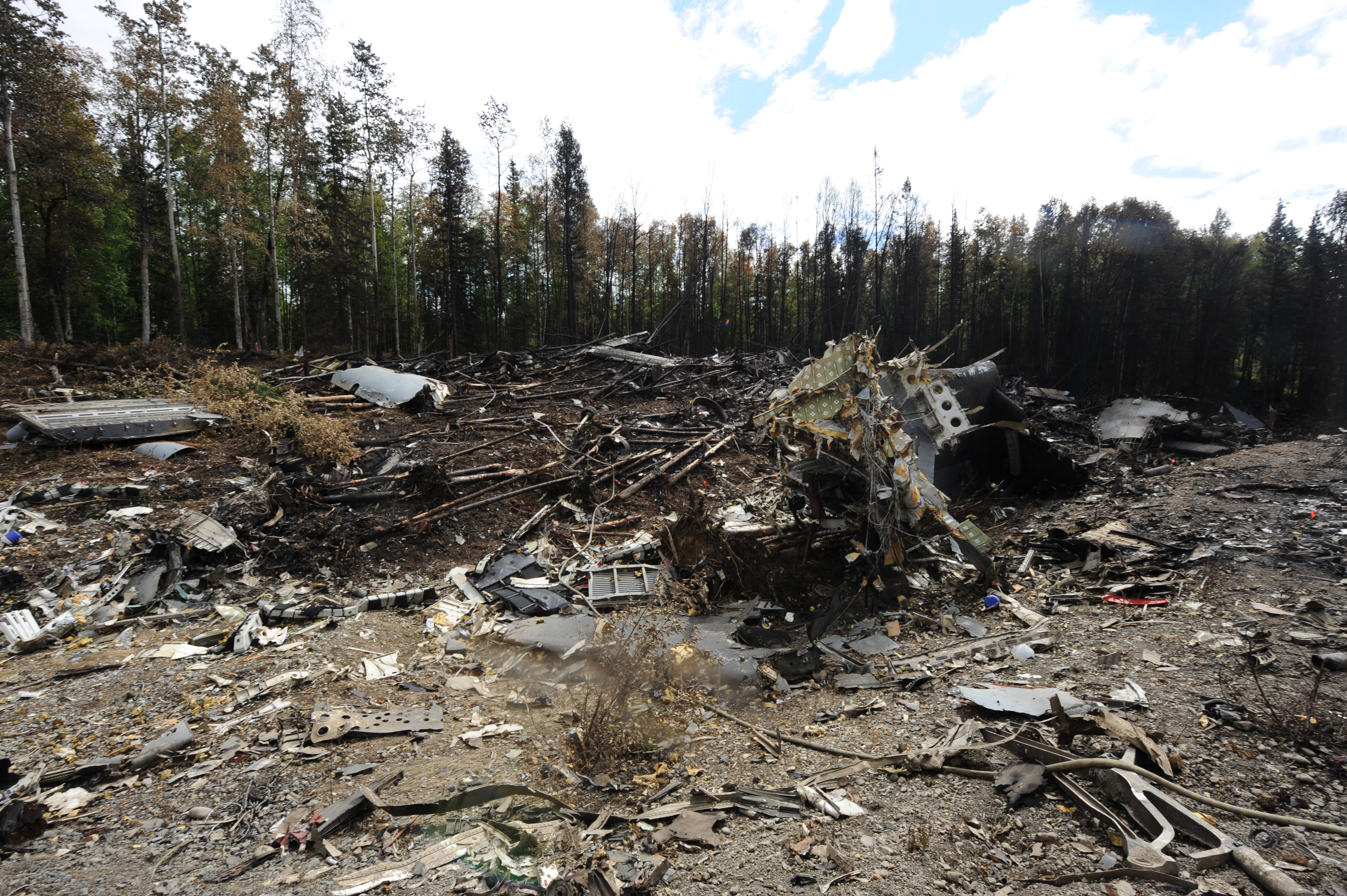
墜落現場のC-17機の残骸

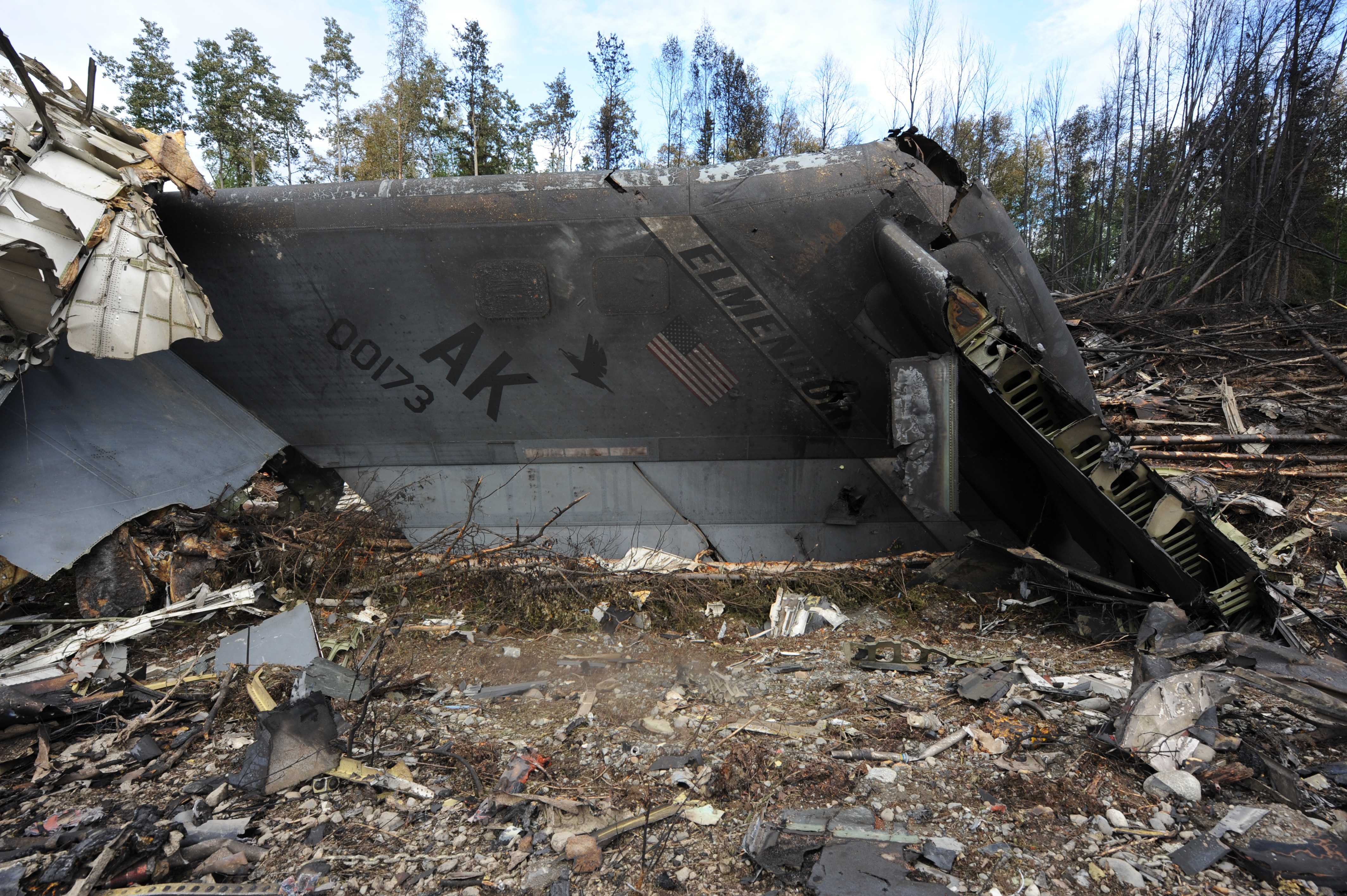
墜落したC-17機の尾部

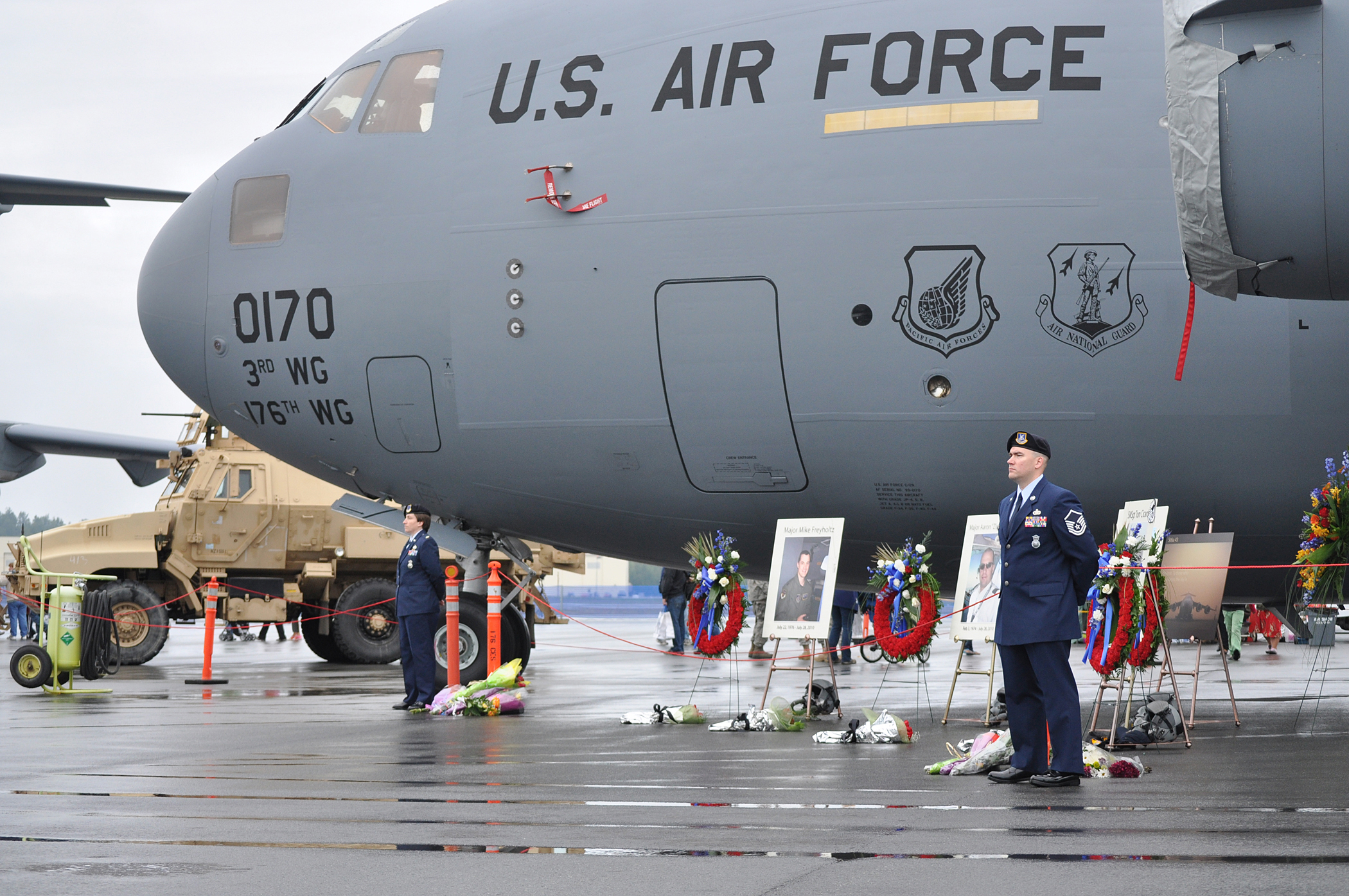
アークティック・サンダー航空ショーの期間中に死亡した搭乗員達の献花所として使用された別のC-17機

2010年のアラスカでのC-17機の墜落事故(2010ねんのアラスカでのC-17きついらくじこ)は、2010年7月28日にアメリカ空軍の軍用輸送機がアラスカ州のエルメンドルフ空軍基地で墜落し、乗員4名全員が死亡した航空機事故である。
この事故機はボーイング C-17 グローブマスターIII（tail number 00-0173）で、この事故はC-17が起こした最初の死亡事故であるとされている。搭乗員達はエレメンドルフ基地のアークティック・サンダー航空ショーに参加する準備を行っていたところであったが、この航空ショーは3日後に事故の追悼として開催された。

## 事故機

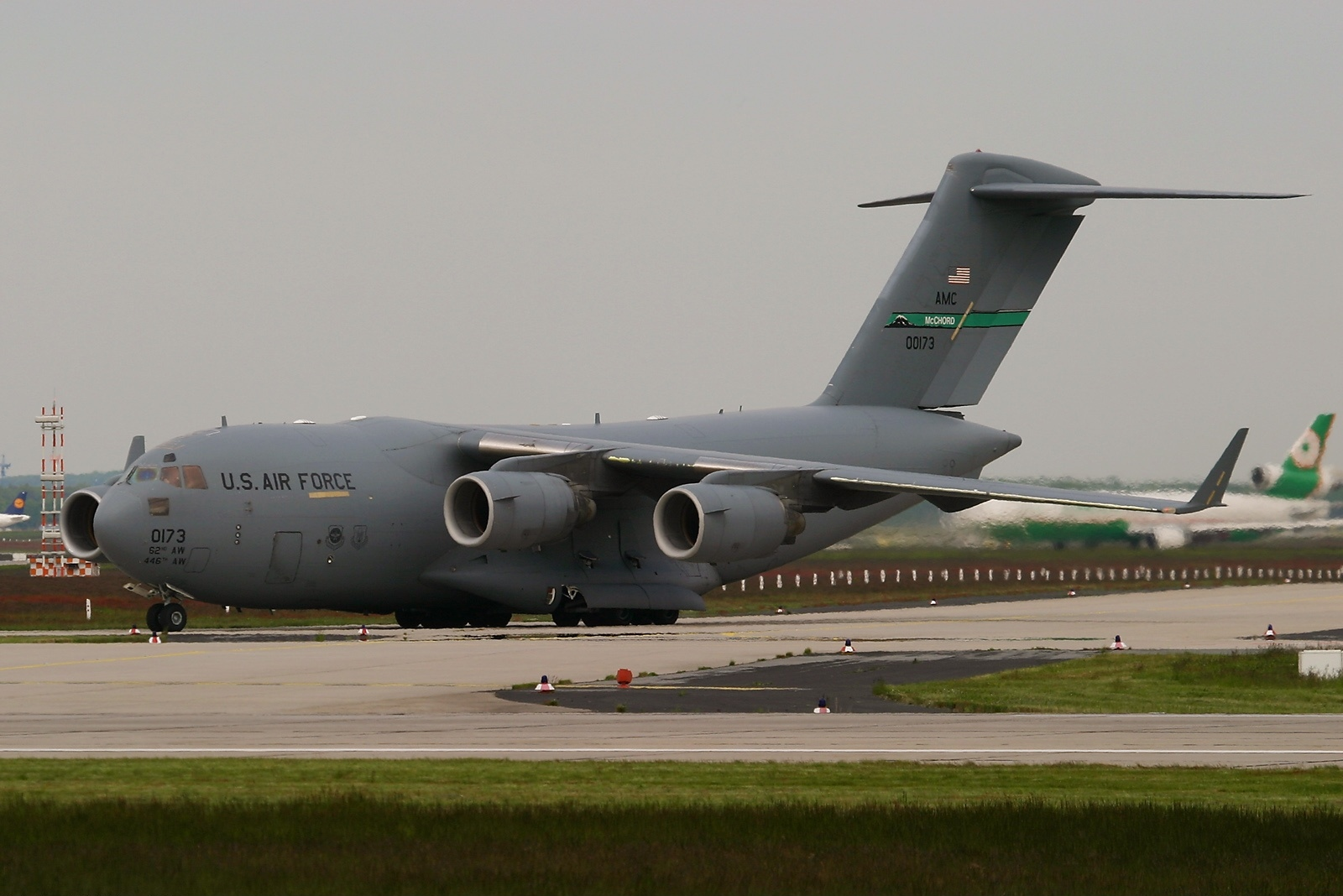
2005年に撮影された事故機

この機体はボーイング社で製造された4発のC-17 グローブマスターIIIであった。第3航空団 (3 WG)に所属し、アンカレッジ近郊のエルメンドルフ空軍基地で第176航空団 (176 WG)と共同で運用されていた。空軍のシリアルナンバーは00-0173、「スピリット・オブ・アリューシャン」（Spirit of the Aleutians）と命名されていた。
アメリカ空軍は現役の部隊、空軍予備役軍団、空軍州兵で199機のC-17機を運用しており、エルメンドルフ空軍基地には2007年6月から配備されている。事故当時、基地では現役の第3航空団/第517空輸飛行隊とアラスカ州空軍隷下の第176航空団/第249空輸飛行隊により8機のC-17機が共同で運用されていた。この事故はC-17機での最初の死亡事故であった。

## 飛行
事故当日の2010年7月28日に搭乗員達は来る週末の7月31日/8月1日にエルメンドルフ基地で開催されるアークティック・サンダー航空ショーの準備のために現地での訓練飛行を実施していた。このC-17機はアメリカの航空ショーの常連で、その短距離離着陸能力はショーの見せ場であった。事故機は事故当日の早い時間に別の搭乗員達により飛行していた。

## 事故
2010年7月28日午後6時22分頃（アラスカ夏時間：UTC-8）に事故機はエルメンドルフ基地の06滑走路から来るアークティック・サンダー航空ショーのための飛行訓練に離陸した。初期上昇して左旋回をした後に操縦士は急激な右旋回を行った。機体が傾くと失速警報装置が作動して搭乗員に失速間際であることを警告した。操縦士は失速からの回復手順を実施をせずに旋回を続け、機体は回復不能な失速状態に陥った。事故機は飛行場から約2マイルの地点に墜落した。
アンカレッジ消防署の署長は、アンカレッジから約2マイル (3.2 km)の地点でおよそ750フィート (230 m)の火球が空に広がったと語った。墜落現場からの破片は基地区域を通ってワシラの北へと毎日旅客用列車と貨物列車が走るアラスカ鉄道の線路に沿って200フィート (61 m)の範囲で撒き散らされたが、墜落した時刻にはそこを通過する列車はなかった。

## 搭乗員
この墜落により搭乗していたアラスカ空軍州兵/第249空輸飛行隊所属のパイロット2名（両名とも少佐）、エルメンドルフ基地駐留の現役部隊である空軍の第517空輸飛行隊に所属するパイロット（大尉）、アラスカ空軍州兵/第249空輸飛行隊所属のロードマスター（上級曹長）の4名全員が死亡した。

## 影響
現場近くを通る鉄道は軌道の修理のため、貨物輸送を中止、旅客はバス輸送に代替された。航空ショーは死亡した4名の搭乗員の慰霊のために予定通りに開催された。

## 事故調査と対応
墜落に関する事故調査報告書が2010年12月13日に発表された。そこでは急激な右旋回機動を実行したパイロットの過信が低高度での失速を招き、機体の失速警報装置が正常に警報を発していたにもかかわらずパイロットもその他の搭乗員も適切な対応をとらなかったことで墜落に至ったという操縦ミスが指摘されていた。
幾人かの航空評論家の指摘では、この墜落事故はワシントン州のフェアチャイルド空軍基地で発生した1994年のB-52爆撃機の墜落に顕著な類似を見せている。双方の場合で地元の空軍の指揮系統は、大型機の展示飛行で故意に危険な飛行を披露しようというパイロットを阻止することに明らかに失敗していた。